# Soling
En Soling er en 3-personers åben kølbåd med en skrogvægt på 1.035 kg, der sejler for sejl. Den blev designet af en af Norges mest kendte bådkonstruktører, Jan Herman Linge, i 1965. I 1968 blev Solingen valgt til at være den 3-personers kølbåd, der skulle sejles matchrace i under Sommer-OL 1972.
Det første verdensmesterskab i Soling blev arrangeret i Skovshoved nord for København i 1969. 87 både fra 17 lande deltog. Paul Elvstrøm, Niels Jensen og Poul Mik-Meyer blev de første verdensmestre i klassen.
I de efterfølgende år dominerede Paul Elvstrøm og Buddy Melges klassen, og de mødtes i finalen til OL i Kiel 1972. Melges vandt og blev dermed den første olympiske mester i klassen.
Matchrace i Soling var på det olympiske program til og med Sommer-OL 2000 i Sidney.
Udover Solingen tegnede Linge også en mindre båd, Ynglingen, som minder meget om Solingen.
Abbottboats Inc. of Sarnia, Ontario, Canada var en af de førende byggere af Solingen indtil en tragisk brand i foråret 2006.

## Trim
I solingen findes mange trimmuligheder:
- Storsejl
  - Skøde
  - Udhal
  - Indhal
  - Cunninghamhal
  - Bomnedhal
  - Løjgang
- Fok
  - Skøde
  - Fald
- Spiler
  - Skøde
- Stående rig
  - Forstag
  - Agterstag
  - Øvre og nedre vanter

Derfor er sejlads i en Soling bestemt ikke for nybegyndere.